# Neduba
Neduba is een geslacht van rechtvleugeligen uit de familie sabelsprinkhanen (Tettigoniidae). De wetenschappelijke naam van dit geslacht is voor het eerst geldig gepubliceerd in 1869 door Walker.

## Soorten
Het geslacht Neduba omvat de volgende soorten:
- Neduba carinata Walker, 1869
- Neduba castanea Scudder, 1899
- Neduba convexa Caudell, 1907
- Neduba diabolica Scudder, 1899
- Neduba extincta Rentz, 1977
- Neduba macneilli Rentz & Birchim, 1968
- Neduba sierranus Rehn & Hebard, 1911
- Neduba steindachneri Herman, 1874